# Фёдорово Поле
Фёдорово Поле — деревня в Старопольском сельском поселении Сланцевского района Ленинградской области.

## История
Деревня Фёдорово Поле упоминается на карте Санкт-Петербургской губернии Ф. Ф. Шуберта 1834 года.
Как деревня Фёдорова она отмечена на карте профессора С. С. Куторги 1852 года.
Затем, деревня Фёдорово Поле обозначена на Военно-топографической карте Санкт-Петербургской губернии 1863 года.
В XIX — начале XX века деревня административно относилась к Старопольской волости 2-го земского участка 1-го стана Гдовского уезда Санкт-Петербургской губернии.
Согласно административным данным, деревня учитывалась как посёлок Доложск, который до марта 1917 года находился в составе Константиновской волости Гдовского уезда.
С марта 1917 года, в составе Доложской волости.

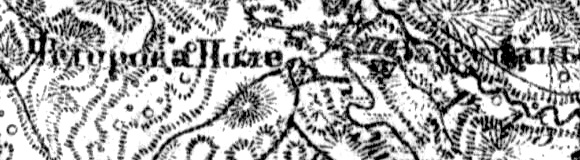
Деревня Фёдорово Поле на карте 1919 года

С февраля 1927 года, в составе Выскатской волости.
С августа 1927 года, в составе Заручьевского сельсовета Рудненского района. 
С 1930 года, в составе Столбовского сельсовета.
По данным 1933 года, это было село Доложок, которое входило в состав Столбовского сельсовета Рудненского района. С августа 1933 года, в составе Осьминского района.
С 1 сентября 1940 года посёлок Доложск учитывается административными данными, как деревня Фёдорово Поле.
С 1 августа 1941 года по 31 января 1944 года, германская оккупация.
В 1950 году население деревни составляло 110 человек.
С 1961 года, вновь в составе Заручьевского сельсовета Сланцевского района. 
С 1963 года, в составе Кингисеппского района.
По состоянию на 1 августа 1965 года деревня Фёдорово Поле входила в состав Заручьевского сельсовета Кингисеппского района. С ноября 1965 года, вновь в составе Сланцевского района.
По данным 1973 года деревня Фёдорово Поле входила в состав Заручьевского сельсовета.
По данным 1990 года деревня Фёдорово Поле входила в состав Старопольского сельсовета.
В 1997 году в деревне Фёдорово Поле Старопольской волости проживали 4 человека, в 2002 году — 10 человек (все русские).
В 2007 году в деревне Фёдорово Поле Старопольского СП проживал 1 человек, в 2010 году — 4 человека.

## География
Деревня расположена в юго-восточной части района на автодороге 41К-163 (Менюши — Заручье — Каменец).
Расстояние до административного центра поселения — 17 км.
Расстояние до ближайшей железнодорожной платформы Сланцы — 60 км.
Деревня находится в верховье реки Зажупанка, левого притока реки Долгой.

## Демография
| 2007 | 2010 | 2017 |
| ---- | ---- | ---- |
| 1    | ↗4   | ↘0   |

## Садоводства
Озёрное.